# Rio Rita (film, 1942)
Pour les articles homonymes, voir Rio Rita.
Pour plus de détails, voir Fiche technique et Distribution.
Rio Rita est un film musical américain réalisé par S. Sylvan Simon et sorti en 1942. Ce film met en scène le duo comique Abbott et Costello.
C'est un remake du film Rio Rita de Luther Reed sorti en 1929.

## Fiche technique
- Titre original : Rio Rita
- Réalisation : S. Sylvan Simon
- Scénario : Richard Connell, Gladys Lehman et John Grant
- Musique : Herbert Stothart
- Directeur de la photographie : George J. Folsey
- Montage : Ben Lewis
- Direction artistique : Cedric Gibbons
- Décors : Edwin B. Willis
- Costumes : Robert Kalloch et Gile Steele
- Production : Pandro S. Berman
- Société de production : MGM
- Pays de production :  États-Unis
- Format : Noir et blanc - 35 mm - 1,37:1 - Son : Mono (Western Electric Sound System)
- Genre : Film musical
- Durée : 91 minutes
- Dates de sortie :
  - États-Unis : avril 1942
  - France : 4 avril 1947

## Distribution
- Bud Abbott : 'Doc'
- Lou Costello : 'Wishy'
- Kathryn Grayson : Rita Winslow
- John Carroll : Ricardo Montera
- Patricia Dane : Lucette Brunswick
- Tom Conway : Maurice Craindall
- Peter Whitney : Jake
- Barry Nelson : Harry Gantley
- Arthur Space : Trask
- Dick Rich : Gus
- Eva Puig : Marianna
- Joan Valerie : Dotty
- Mitchell Lewis : Julio
- Charles Ray
- Dorothy Morris : l'employée de la station-service (non créditée)